# Mycodrosophila fumusala
Mycodrosophila fumusala är en tvåvingeart som beskrevs av Lin och Ting 1971. Mycodrosophila fumusala ingår i släktet Mycodrosophila och familjen daggflugor.
Artens utbredningsområde är Taiwan. Inga underarter finns listade i Catalogue of Life.